# Oyié Flavié
Oyié Guy Flavié (Yaundé, Camerún, 17 de mayo de 1973) es un exfutbolista camerunés, nacionalizado colombiano, que se desempeñó como delantero y que jugó en clubes de Camerún y Colombia.

## Trayectoria

### Diamant de Yaoundé
Oyié debutó como profesional en el Diamant Yaoundé, equipo de su ciudad natal, tras haber presentado las pruebas para ingresar a la nómina profesional sin hacer ningún proceso en divisiones inferiores. Tras 3 buenos años en el Diamant, se fue al Canonen Youndé, otro equipo de la capital camerunesa. 

### Kadji Sports Academy
Tras un año en el Canonen de Yaundé, ficha con el Kadji Sport Academy de la segunda división. Allí, Flavié tuvo el mejor momento de su carrera, ya que fue figura y capitán del club que llegó a semifinales y compartió con Samuel Eto'o, que luego sería una figura del fútbol a nivel mundial. Gracias a sus buenas actuaciones con el Kadji, Oyié Flavié fue convocado para jugar con la selección deCamerún. Tras 2 años donde tuvo buenos partidos, fue convocado a la selección de su país, y fue capitán de su equipo; Flavié dejó Camerún, para irse a jugar al fútbol de Latinoamérica.

### En busca de oportunidades
Después de su convocatoria de la selección de Camerún, y tras haber tenido 2 partidos buenos con su selección, Flavié llamó la atención de unos empresarios que lo convencieron de jugar en el Club Tigres UANL de la primera división de México. Sin embargo, no se pudo concretar el acuerdo con el club Mexicano, puesto que se cerraron las inscripciones de jugadores 2 días después de que él llegara a la ciudad del estado de Nuevo León. 
En busca de un nuevo equipo, el camerunés viajó a Ecuador, donde se probó por 15 días, sin embargo ningún club ecuatoriano se interesó en él, pero gracias a un agente, recibió una oferta del Junior de Barranquilla.

### Junior
En el segundo semestre del año 1997, el camerunés llegó a Barranquilla e inmediato empezó a jugar con el Junior. En el conjunto "Tiburón", solo estuvo un mes y no tuvo muchas oportunidades. 

### Bucaramanga y Quindío
Tras un mes en la Costa Colombiana, Oyié llegó al Atlético Bucaramanga. En el equipo santadereano, tuvo buenos partidos e hizo parte del equipo que jugó la Copa Libertadores. En el Bucaramanga, Flavié tuvo buenas actuaciones y anotó algunos goles, y tras 2 años en el Bucaramanga, se va a jugar al Deportes Quindío, donde se fue al poco tiempo tras rescindir el contrato. 

### Santa Fe, Bucaramanga, Pasto, Alianza Petrolera, Patriotas, Centauros y Boyacá Chicó
Para el primer semestre del 2001, Flavié llegó a la ciudad de Bogotá para jugar en Independiente Santa Fe. Sin embargo, en el cuadro cardenal no tuvo muchas chances, por lo que regresó al Atlético Bucaramanga donde terminaría el año. En el 2002, dejó al equipo "Leopardo" y se fue al Deportivo Pasto. A finales de ese mismo año, llega al club Alianza Petrolera, donde jugaría 2 meses nada más. Para el 2003, el jugador africano llegó a la ciudad de Tunja para jugar en Patriotas donde retoma un buen nivel, y tiene buenos partidos. Al año siguiente, llega al Centauros de Villavicencio donde hace una buena dupla en ataque con el jugador panameño Blas Pérez. Tras un año en los llanos orientales, regresa al departamento de Boyacá donde juega nuevamente con Patriotas y pasa al otro equipo del departamento; el Boyacá Chicó donde se retiraría del fútbol profesional en el 2006. 

## Curiosidades
- Oyié no fue el único futbolista de su familia, ya que su hermano menor, un tío y 4 cuatro de sus primos; también fueron futbolistas profesionales.
- Flavié obtuvo la nacionalidad colombiana, ya que su esposa y sus hijos son colombianos.
- Actualmente, el camerunés vive en Piedecuesta, un municipio contiguo a la ciudad de Bucaramanga y trabaja además como profesor de educación física.

## Clubes
| Club                    | País     | Año         |
| ----------------------- | -------- | ----------- |
| Diamant Yaoundé         | Camerún  | 1990 - 1993 |
| Canon Yaoundé           | Camerún  | 1994 - 1995 |
| Kadji Sport Academy     | Camerún  | 1996 - 1997 |
| Junior de Barranquilla  | Colombia | 1997        |
| Atlético Bucaramanga    | Colombia | 1998 - 2000 |
| Deportes Quindío        | Colombia | 2000        |
| Santa Fe                | Colombia | 2001        |
| Atlético Bucaramanga    | Colombia | 2001        |
| Deportivo Pasto         | Colombia | 2002        |
| Alianza Petrolera       | Colombia | 2002        |
| Patriotas               | Colombia | 2003        |
| Centauros Villavicencio | Colombia | 2004        |
| Patriotas               | Colombia | 2005        |
| Boyacá Chicó            | Colombia | 2005 - 2006 |